# Дергилёва, Елена Ивановна
Еле́на Ива́новна Дергилёва (творческий псевдоним Алёна Дергилёва, род. 1 января 1952, Москва, РСФСР, СССР) — художница, график-акварелист, участница многих московских, российских и международных художественных выставок, член МСХ, СХР, член Российской Академии художеств. Основная тема работ — жизнь города Москвы. На её картинах на московских улочках встречаются история и современность. Заслуженный художник Российской Федерации (2024).

## Биография
Родилась 1 января 1952 года в Москве в семье художников И. Я. Дергилёва и В. М. Дергилёвой.
С 1974 года участница многих российских и зарубежных выставок.
В 1975 году окончила факультет прикладного искусства Московского текстильного университета.
С 1982 по 1983 годы была стипендиатом Союза художников СССР.
С 1983 года член Московского союза художников (МСХ).
С 1984 по 1987 годы работала в творческих мастерских при Академии художеств СССР под руководством Ореста Георгиевича Верейского.
Технику офорта, в которой выполнено много работ художницы, Дергилёва переняла у Андрея Костина.
С 2017 член Российской академии художеств.
В 2020 году избрана членом-корреспондентом Российской академии художеств.

## Творчество
Алёна Дергилёва выполняет офорты (травленый штрих, акватинта, мягкий лак, литографии, рисунки карандашом) и акварели. Для её художественного языка характерна натурность и конкретность в передаче зрительных впечатлений. Её любимые жанры — городской пейзаж и психологический портрет.
«Художница внимательна к быту, её город населён и привычен, а потому, вопреки неряшливости, уютен. Ей свойственно чувство города, ощущение обжитого, очеловеченного пространства». Юрий Герчук.

### Серии
- С 1997 года создает серию акварелей о домах и улочках Москвы.
- С 1983 рисует подмосковный город Зарайск в техниках офорт и акварель.
- Серия офортов «Московское Метро».
- Имеет более 300 работ в жанре портрета: серии «Портреты художников», «Наши старики», «Дети», «Говорящие», «Хорошее настроение»[3].
- С 2007 выпускает серии открыток со своими акварелями и офортами.
- С 2008 года ежегодно издаёт настенные и настольные календари с акварелями о Москве.

Её произведения находятся в Третьяковской галерее, Историческом музее, музее Л. Н. Толстого, Музее истории Москвы, в отделе графики Российской государственной библиотеки, в ряде частных собраний в России, Европы, Азии и Америке.

### Выставки
Начиная с 1974 года (выставка «Москва литературная») Алёна Дергилёва принимала участие во многих выставках как в СССР (России), так и за рубежом, в том числе:
- 2007 — Академия художеств, Москва (персональная).
- 2011 (22 апреля — 22 мая) — «Моя Россия», Турку, Финляндия (персональная).
- 2012 (январь — февраль) — «Моя Россия», Турку, Генеральное консульство России (персональная).
- 2013 (с 12 сентября) — «Непричёсанная Москва», Хельсинки, Российский центр науки и культуры (персональная).
- 2014 (май—июнь) — «Прикосновение к Турку» (персональная)(http://dergileva.com/prikosnovenie-k-turku/).
- 2016-17 — Персональная выставка Вдохновленные Москвой. Открытки и акварели художников Дергилёвых в Музее истории Лефортово.
- 2016  —  Персональная выставка "Портрет города", Архитектурный коворкинг, Москва, Гранатный пер., 9.
- 2017 — Персональная выставка Алёны Дергилёвой «Образ города. Екатеринбург. Москва. Провинция» в Ельцин-центре Екатеринбурга.
- 2018  — "Нарисованная Москва", концерт "КРОСТ", Москва, Мичуринский пр. д. 68 к.2.

### Награды
- 2004 — Лауреатка международного конкурса им. В. Попкова.
- 2007 — Медаль Российской академии художеств «Достойному».
- 2012 — Премия Правительства города Москвы в области литературы и искусства за серию акварелей, посвящённую Москве.
- 2016 — Благодарность Министерства культуры РФ за большой вклад в развитие культуры, многолетнюю плодотворную работу.
- 2017 — Книга «Москва: место встречи» издательства АСТ с иллюстрациями А. Дергилёвой получила специальный диплом жюри ежегодного международного конкурса «Образ книги».
- 2018 — Книга-альбом «Нарисованная Москва» с иллюстрациями Дергилёвой (изд. Контакт-культура) заняла первое место в номинации «Арт-книга» ежегодного национального конкурса «Книга года».
- 2024 — Заслуженный художник Российской Федерации (11 апреля 2024 года) — за большой вклад в развитие отечественной культуры и искусства, многолетнюю плодотворную деятельность[4].

### Издания с иллюстрациями
- Дергилёва Алёна. Москва: Домашний альбом; акварели Алёны Дергилёвой. — М., 2011.
- Москва: Место встречи; сборник воспоминаний, акварели по Москве Алёны Дергилёвой. — М: АСТ, 2016.
- Сергей Есенин. Мой путь. Художница: Алёна Дергилёва. - М: Ламартис, 2017.
- Нарисованная Москва. Алёна Дергилёва. — М.: КОНТАКТ-КУЛЬТУРА, 2018
- Нарисованная Москва. Алёна Дергилёва (2-е издание, дополненное). — М.: КОНТАКТ-КУЛЬТУРА, 2019.